# 준 빈센트

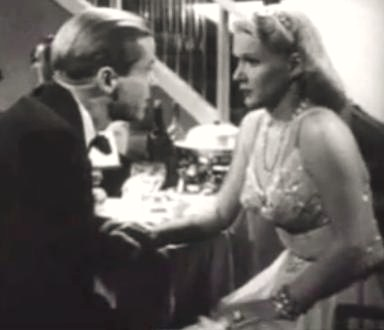

준 빈센트(Dorothy June Smith, 1920년 6월 17일 ~ 2008년 11월 20일)는 미국의 배우, 텔레비전 배우, 영화배우, 연극 배우, 모델이다.
오로라에서 사망하였다.

## 영화
- FBI (1965년)
- 도망자 (1963년)
- 서부의 파라딘 (1957년)
- 페리 메이슨 (1957년)
- 캔트 헬프 싱잉 (1944년)